# Elizabeth Gillies
Elizabeth Egan Gillies (sinh ngày 26 tháng 7 năm 1993) là một nữ diễn viên, ca sĩ, vũ công người Mỹ nổi tiếng với các vai diễn chính và phụ truyền hình với vai Jade West trong phim hài kịch tình huống Nickelodeon Victorious.

## Thống kê
| Năm  | Tên                              | Nhân vật         | Chú ý     |
| ---- | -------------------------------- | ---------------- | --------- |
| 2008 | Harold                           | Evelyn Taylor    |           |
| 2008 | The Clique                       | Shelby Wexler    |           |
| 2011 | The Death and Return of Superman | Eradicator Folks | Phim ngắn |
| 2014 | Animal                           | Mandy            |           |
| 2014 | Killing Daddy                    | Callie           |           |

| Năm          | Tên                 | Nhân vật              |
| ------------ | ------------------- | --------------------- |
| 2007         | The Black Donnellys | Young Jenny           |
| 2009         | The Battery's Down  | Bat Mitzvah Riffer    |
| 2010-2013    | Victorious          | Jade West             |
| 2011–Present | Winx Club           | Princess/Nymph Daphne |
| 2011         | Big Time Rush       | Heather Fox           |
| 2011         | BrainSurge          | Herself               |
| 2012         | White Collar        | Chloe Woods           |
| 2012         | Figure It Out       | Herself               |
| 2013         | The Exes            | Tracy Cooper          |
| 2014         | Sam & Cat           | Jade West             |
| 2017-2022    | Dynasty             | Fallon Carrington     |

| Năm       | Tên                    | Nhân vật |
| --------- | ---------------------- | -------- |
| 2008-2009 | 13                     | Lucy     |
| 2013      | Jawbreaker The Musical | Courtney |

| Năm  | Ca sĩ chính      | Bài hát                    | Ghi chú     |
| ---- | ---------------- | -------------------------- | ----------- |
| 2010 | Victoria Justice | "Freak the Freak Out"      | Khách mời   |
| 2011 | Victoria Justice | "Beggin' on Your Knees"    | Khách mời   |
| 2011 | Victoria Justice | "All I Want Is Everything" | Khách mời   |
| 2011 | Mickey Deleasa   | "Time in the Day"          | Khách mời   |
| 2012 | Big Time Rush    | "Time of Our Life"         | Khách mời   |
| 2012 | Victoria Justice | "Make It in America"       | Khách mời   |
| 2012 | Herself          | "We Are Believix"          | Ca sĩ chính |
| 2012 | Herself          | "You Don't Know Me"        | Ca sĩ chính |
| 2013 | Ariana Grande    | "Right There"              | Khách mời   |
| 2016 | Ariana Grande    | "Thank U Next"             | Khách mời   |